# Иван Охридчанин
Иван Димитриевич Охридчанин (Йоан Димитриевич Охридянин, Йоан Х. Охридский, монах Йоаникий Охридянин) е български възрожденец, книжовник и преводач от Македония.

## Биография
Иван Охридчанин е роден в Охрид, тогава в Османската империя. През 1844 година превежда от гръцки и издава в Цариград първата си книга, печатана славянобългарски език в печатницата на Вселенската патриаршия. Същата година руският славист Виктор Григорович се запознава в Цариград „с болгариномъ Iоанномъ Дмитровичемъ, родомъ изъ Охриды“. Иван Охридчанин си сътрудничи и с Неофит Рилски. През 1847 – 1848 година Иван Охридчанин преподава църковно-славянски език в новосъздадената катедра по славянски езици в Богословското училище на остров Халки.

## Преводи и съчинения
- Първоначална наука за должностите на человѣка. Франгiска Соабiа. Преведена от греческагω на славено-болгарскiй, и издадена от Iωана Димитрiевича Охридѧнина, съ присовокупленiемъ Плутархова слова за въспитанiе дѣтей на словенскiй ѧзыкъ, въ оупотребленiе на словено-болгарскитѣ училища. Въ Цариградъ, оу Патрiархата 1844
- Служебникъ. Трудомъ же и иждивениемъ Iωанна Димитрıевича Охридтѧнина. Въ Бѣлградѣ, в книгопечатни кнѧжества Сербскаго (1845)
- Iоанникiй Охридѧнинъ. Грамматика за славѧнскıй ѧзыкъ съ греческо израженiе. Цариградъ 1850
- Iωаннъ Х. Охридскiй. Пасхалiѧ сирѣчь пѣсненно последованiе. Цариградъ 1869